# Морк и Минди
«Морк и Ми́нди» (англ. Mork & Mindy) — американский комедийный телесериал о дружбе девушки и прибывшего на Землю чудаковатого инопланетянина. Сериал стартовал как ответвление от сериала «Счастливые дни», в котором впервые и появился персонаж-инопланетянин — Морк. Сериал «Морк и Минди» был спродюсирован Энтони В. Маршаллом, Гэрри Маршаллом и Брюсом Джонсоном. Выходил на канале ABC. Главные роли исполнили Робин Уильямс и Пэм Доубер. Премьерный показ состоялся 14 сентября 1978 года. С 1978 по 1982 год было снято 4 сезона насчитывающие в общей сложности 95 эпизодов. Действие «Морк и Минди» разворачивается в Боулдере, штат Колорадо.
| Сезон | Эпизоды | Эпизоды | Время показа     | Время показа     | Место в рейтинге | Рейтинг |
| Сезон | Эпизоды | Эпизоды | Первый эпизод    | Последний эпизод | Место в рейтинге | Рейтинг |
| ----- | ------- | ------- | ---------------- | ---------------- | ---------------- | ------- |
| 1     | 25      | 25      | 14 сентября 1978 | 10 мая 1979      | 3                | 28.6    |
| 2     | 26      | 26      | 16 сентября 1979 | 1 мая 1980       | 27               | 20.2    |
| 3     | 22      | 22      | 13 ноября 1980   | 14 Мая 1981      | 49               | —       |
| 4     | 22      | 22      | 8 октября 1981   | 27 мая 1982      | 60               | —       |

## Главные персонажи
Морк — человекообразный житель отдаленной планеты Орк. Он был послан на Землю на корабле в виде яйца, чтобы изучать людей и людскую жизнь. Эксцентричен, обладает невероятным любопытством. Выглядит как молодой мужчина с приятной внешностью.
Минди Макконнел — симпатичная земная девушка. Она работает в музыкальном магазине своего отца, Фредерика.
Фредерик Макконнел — консервативный отец Минди.
Мистер Бикли — сосед Минди снизу, которого очень раздражает Морк.
Кора — бабушка Минди, испытывающая симпатию к Морку.

## Спин-офф
Морк впервые появляется в пятом эпизоде сериала «Счастливые дни» — «Мой любимый Орканец», который вышел в эфир в феврале 1978 года. Сериал «Счастливые дни», в свою очередь, является продолжением ситкома «Мой любимый марсианин» (1963–1966). В «Счастливые днях» хотели добавить персонажа-инопланетянина на волне популярности недавно вышедшего первого фильма серии «Звездные войны». В «Счастливые днях» персонаж Уильямса, Морк, пытается забрать Ричи Каннингема на свою планету Орк в качестве образца, но Фонзи ему мешает.
Персонажа Морка сыграл неизвестный тогда актер Робин Уильямс, который произвел большое впечатление на продюсера Гарри Маршалла своими необычайными комедийными способностями, как только они встретились. Дому Делуизу и Роджеру Рису тоже предлагали эту роль, но оба отказались. Рассматривались кандидатуры Ричарда Льюиса и Джеффа Альтмана. Когда Уильямса попросили сесть на пробах, он сел себе на голову, и Маршалл тут же утвердил его, позже иронично прокомментировав, что Уильямс был единственным инопланетянином, прошедшим прослушивание.

## Сюжет
Приземлившись в Боулдере, штат Колорадо, инопланетянин Морк, прибывший на Землю чтобы изучать людей и их жизнь, встречает 21-летнюю Минди Макконнелл (Пэм Доубер), которая расстроена после ссоры со своим парнем, и предлагает ей помощь. Из-за его странной одежды она принимает Морка за священника и очаровывается его готовностью выслушать ее (на самом деле, он наблюдал за ней, стараясь изучить). Когда Минди замечает его странное поведение, она спрашивает, кто он на самом деле, и он наивно говорит ей правду. Она обещает сохранить его личность в секрете и позволяет ему заселиться к ней на чердак. Отец Минди Фред (Конрад Дженис) возражает против того, чтобы его дочь жила с мужчиной (особенно с таким странным, как Морк), но свекровь Фреда и бабушка Минди Кора (Элизабет Керр) не против Морка. Минди и Кора работают в музыкальном магазине Фреда, где Кора дает уроки игры на скрипке Юджину (Джеффри Жаке), 10-летнему мальчику, который становится другом Морка. Также иногда в сериале можно увидеть заносчивую старую школьную подругу Минди Сьюзан (Морган Фэрчайлд), и еще безумного Эксидора (Роберт Доннер).
Морк сразу делает Минди и всех окружающих объектами своего пристального изучения наряду с другими явлениями земного мира. Минди объясняет Морку смысл поведения людей и различных людских традиций, а Морк рассказывает и показывает ей, как устроена жизнь на Орке. Морк учит Минди танцевать по-оркански и разговаривать с растениями. Морк и Минди испытывают большой интерес и удовольствие от знакомства с культурами друг друга.
Морку нужна помощь Минди в общении. Морк часто может сморозить какую-нибудь глупость в присутствии гостей и повести себя странно. Морк надевает костюм задом наперед и переворачивает стул ножками кверху, прежде чем сесть на него, поэтому люди частенько принимают Морка за сумасшедшего. Орканцы (обитатели Орка) многое делают наоборот по сравнению с людьми. Например, они вылупляются из яйца взрослыми, затем с каждый годом молодеют. Орканцы также умеют внушить земным женщинам любовь к себе.
Неэмоциональные в основном орканцы недолюбливают Морка за его чувство юмора. Морк был сослан на Землю после того, как придумал смешную кличку вождю орков — Орсону. Обо всех своих открытиях и знакомствах Морк в конце каждой серии докладывает своему начальству на планету Орк. Эти отчеты зачастую позволяют Морку с юмором комментировать социальные нормы землян. Свой отчет Морк заканчивает всегда одинаково, он крутит пальцами в ушах и громко произносит: «На-ну́, на-ну́!», что означает: «Пока, пока!».
Сюжетные линии обычно сосредотачиваются на попытках Морка понять человеческое поведение и американскую культуру, пока Минди помогает ему приспособиться к жизни на Земле. Обычно Минди расстраивает, что Морк может делать все только в соответствии с орканскими обычаями. Например, солгать кому-либо или не сообщить ему, что будет дождь, считается на Орке розыгрышем (называемым «сплинк»).

## Популярность сериала и его влияние на культуру
Приветствие Морка «На-ну, на-ну!» вместе с рукопожатием и жестом руки, похожим на вулканское приветствие мистера Спока из «Звездного пути», после выхода сериала стало очень популярным в Америке. Так же широко разошлось слово «Шазбат» (произносится [ˈʃæzbɒt]) — орканское междометие, которое использует Морк, и слово «КО», которое Морк говорил вместо «ОК» (окей).
Этот сериал стал первой крупной актерской ролью Робина Уильямса. Сценарии для серий были короче и менее подробными, чем в «Счастливых днях», специально чтобы Уильямс мог импровизировать. В сценарии часто ставили примечания вроде: «Робин здесь что-нибудь придумает…».
Сериал был чрезвычайно популярен в первом сезоне. Телерейтинги от Nielsen были очень высокими. «Морк и Минди», заняв 3-е место, уступили только «Лаверна и Ширли» (1-е место) и «Трое — это компания» (2-е место), оба на канале ABC, который был самым высокорейтинговым телеканалом в США в 1978 году. Шоу «Морк и Минди» получило более высокие рейтинги, чем сериал «Счастливые дни». Однако руководство сети стремилось еще улучшить шоу разными способами. Это было сделано в сочетании с тем, что известно в телеиндустрии как контрпрограммирование — метод, при котором успешное шоу перемещается во временной интервал показа другого успешного шоу на другом канале, для обострения конкуренции. Сериал «Морк и Минди» был перенесен с четвергов, где он превзошел сериал CBS «Уолтоны», на воскресенья, где оно заменило отмененный научно-фантастический сериал «Звездный крейсер Галактика». Затем шоу «Морк и Минди» вышло в эфир вместе с двумя другими шоу с высоким рейтингом: сериалом-антологией NBC под названием «Большое событие» (англ. The Big Event, позднее англ. NBC Sunday Night Movie) и обновленным продолжением «Все в семье» CBS под названием «Место Арчи Банкера».

## Последующие сезоны

### Второй сезон
Во втором сезоне была предпринята попытка привлечь более молодых зрителей, состоялась премьера новой диско-аранжировки музыкальной темы сериала.
Персонажи Фреда и Коры были на время исключены. Было объяснено, что Фред отправился в турне в качестве дирижера с оркестром, взяв Кору с собой. Фред и Кора снова появились в более поздних эпизодах. Персонажи Сьюзен и Юджин больше не появлялись после первого сезона и больше никогда не упоминались.
Были добавлены новые актеры. Среди новых персонажей второго плана были Римо и Джини Давинчи (Джей Томас и Джина Хект) — брат и сестра из Нью-Йорка, которые владели новым гастрономическим магазином по соседству, в котором Морк и Минди теперь проводили много времени. Также в качестве постоянных гостей были добавлены их сварливый сосед мистер Бикли (который иногда появлялся и в первом сезоне), который, по иронии судьбы, работал автором стихов в компании, выпускающей поздравительные открытки. Бикли сыграл Том Постон. Еще появился Нельсон Флейвор (Джим Стаал) — заносчивый двоюродный брат Минди, баллотировавшийся в городской совет.
Основное внимание в шоу было сосредоточено теперь не на попытках Морка приспособиться к новому для него миру, в котором он оказался, а на романтических отношениях между Морком и Минди. Кроме того, часть сюжета была сосредоточена на том, как Морк пытался найти стабильно оплачиваемую работу.
Из-за резких изменений в шоу и изменении временного интервала рейтинги резко упали (опустившись на 27-е место). Шоу было быстро перенесено на прежний временной интервал, и были предприняты усилия, чтобы вернуться к старой сюжетной основе сериала, однако рейтинги не восстановились.

### Третий сезон
В третьем сезоне Джини, Ремо и Нельсон остались постоянными персонажами, Джини и Ремо открыли ресторан. Нельсон больше не занимался политикой и носил более повседневную одежду.
Отец и бабушка Минди вернулись в сериал.
Вышла часовая вступительная часть третьего сезона под названием «Возвращение орка в Морк».
В сериал были добавлены еще несколько второстепенных персонажей: Лола и Стефани — двое детей из детского сада, где работал Морк; также добавилась близкая подруга Минди — Гленда Фэй Комсток (Крисси Уилзак) — очаровательная молодая вдова, в которую Нельсон влюбляется.
Когда и эти идеи не смогли повысить рейтинги, ставка была сделана на комедийные таланты Уильямса, которому по сценарию предлагались все более неожиданные сюжетные повороты и давалась все большая свобода импровизации. Сезон закончился на 49-м месте в рейтинге.

### Четвертый сезон
Несмотря на устойчивый спад рейтингов шоу, компания ABC согласилась снимать четвертый сезон «Морка и Минди», но руководители хотели перемен. В этом году в шоу начали принимать участие приглашенные звезды.
В начале четвертого сезона Морк и Минди поженились. Джонатан Уинтерс, комик, один из кумиров Уильямса, был введен в сериал как ребенок Морка и Минди, Мирт. (Хотя Уинтерс и ранее появлялся в сериале в роли Дэйва Макконнелла — дяди Минди и брата Фреда.) Морк отложил яйцо и, из-за необычной физиологии орканцев, из яйца вылупился гораздо более пожилой, чем Морк, орканец. Ранее в сериале уже было объяснено, что орканцы появляются на свет старыми и затем молодеют — этим объясняется и внешность Мирта и его учительницы мисс Гизбы (которую сыграла тогда 11-летняя актриса Луанн Сирота).
После четырех сезонов и 95 серий «Морк и Минди» был отменен летом 1982 года. Шоу завершилось на 60-м месте в рейтинге.

## Награды
Сценарист Дейл МакРейвен получил в 1979 году премию Гильдии сценаристов США за лучший сценарий в эпизоде комедийного телесериала за эпизод «Пилот».